# Esplendor da Verdade
O Esplendor da Verdade, antigo título em português do livro: "Respostas a Algumas Perguntas". Escrito por Laura Clifford Barney sobre diversas perguntas feitas a `Abdu'l-Bahá. Laura categorizou as respostas de `Abdu'l-Bahá durante diversas visitas a Haifa entre 1904 e 1906.
Entre os tópicos encontram-se explicações detalhadas de assuntos cristãos, incluindo interpretações do capítulo 11 e 12 do Livro da Revelação, capítulo 11 do Livro de Isaías, a história da Gênesis, e diversos outros assuntos.